# 通用熱源熱電機

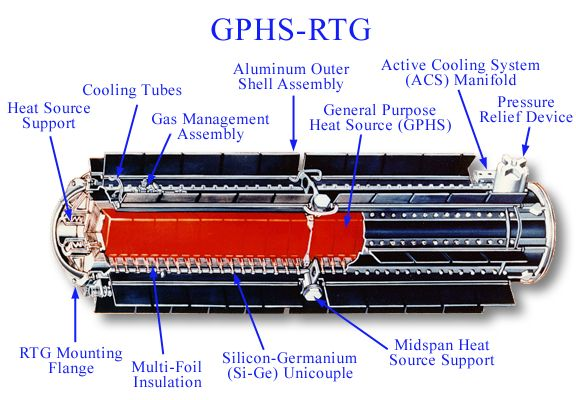
用在卡西尼號上的GPHS-RTG

通用熱源熱電機（GPHS-RTG，General Purpose Heat Source Radioisotope Thermoelectric Generator）是一款美國設計的熱電機，使用通用熱源模組作為燃料，並用於一些太空任務上（例：卡西尼-惠更斯號、新視野號、伽利略號、尤利西斯號）。
通用熱源熱電機使用已停產的矽-鍺熱電合金來發電。在2010年後的任務都會採用MMRTG作為熱電機。未來或許還會使用同樣採用通用熱源模組的先進史特靈熱電機。

## 規格
通用熱源熱電機重約57公斤，最大產生約300瓦的電力，燃料使用的是重約7.8公斤的鈽238（產生約4400瓦的熱能）。

## 製造商
通用熱源熱電機是由奇異公司太空部門（現為洛克希德·馬丁公司的一部份）製造的。

## 參考資料

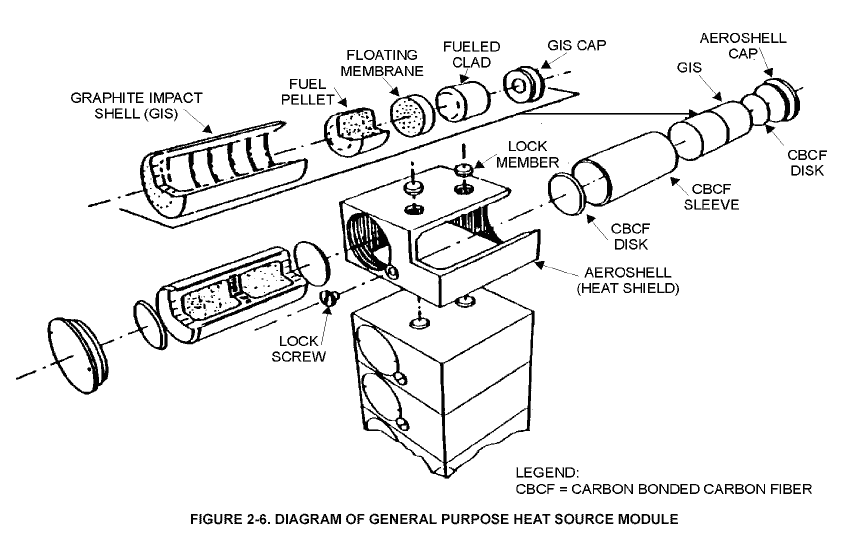
通用熱源模組剖面圖

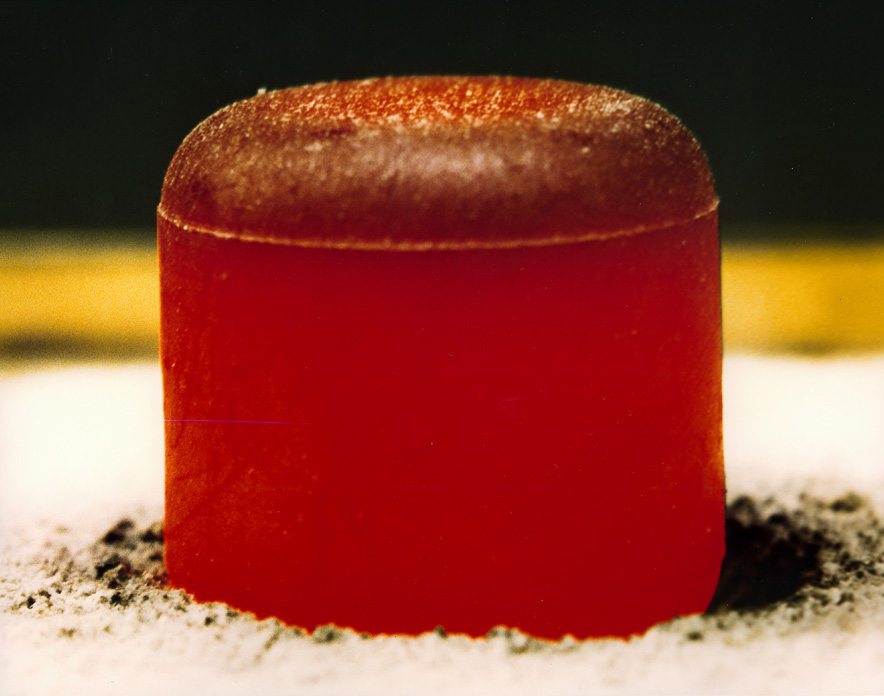
一顆加熱的熱電機鈽燃料。